# 1521
1521 је била проста година.

## Догађаји

### Март
- 16. март — Португалски морепловац Фернандо Магелан на свом путу око света стигао на Филипине, где је крајем априла погинуо у сукобу с домороцима.

### Мај
- 26. мај — Римско-немачки цар Карло V, као извршилац папске екскомуникације, донео је Вормски едикт којим су Мартин Лутер, оснивач протестантизма у Немачкој и његови следбеници прогнани из земље.

### Август
- 13. август — Шпански конкистадор Ернан Кортес је након тромесечне опсаде заузео астечки град Теночтитлан и заробио краља Квотемока.
- 29. август - Турци су под командом султана Сулејмана II, после двомесечне опсаде, први пут освојили Београд.

### Датум непознат
- Википедија:Непознат датум — Започео Четврти италијански рат
- Википедија:Непознат датум — Рат Шајкаша и Османлија  (1521—1526) Угарски пораз после Мохачке битке. Крај Српске деспотовине у Срему.

## Смрти

### Април
- 27. април — Фернандо Магелан, португалски морепловац